# Kovács Dániel (labdarúgó)
Kovács Dániel (Békéscsaba, 1990. június 16. –) magyar labdarúgó, posztja középpályás.

## Pályafutása
Pályafutását a Békéscsabai Előre utánpótlásában kezdte, majd már fiatalon a felnőtt csapat egyik oszlopos tagjává vált az akkor épp másodosztályban szereplő csabai lila-fehéreknél. 2010 januárjában szerződtette az Újpest, a kontraktus 2013-ig szól.